# Stenocercus humeralis
Espèce
Synonymes
- Microphractus humeralis Günther, 1859

Stenocercus humeralis est une espèce de sauriens de la famille des Tropiduridae.

## Répartition
Cette espèce est endémique de l'Équateur. Elle se rencontre entre 2 000 et 3 000 m d'altitude.

## Publication originale
- Günther, 1859 : List of cold-blooded vertebrata collected by Mr. Fraser in the Andes of Western Ecuador. Proceedings of the Zoological Society of London, vol. 1859, p. 89-93 (texte intégral).